# Schneider Electric

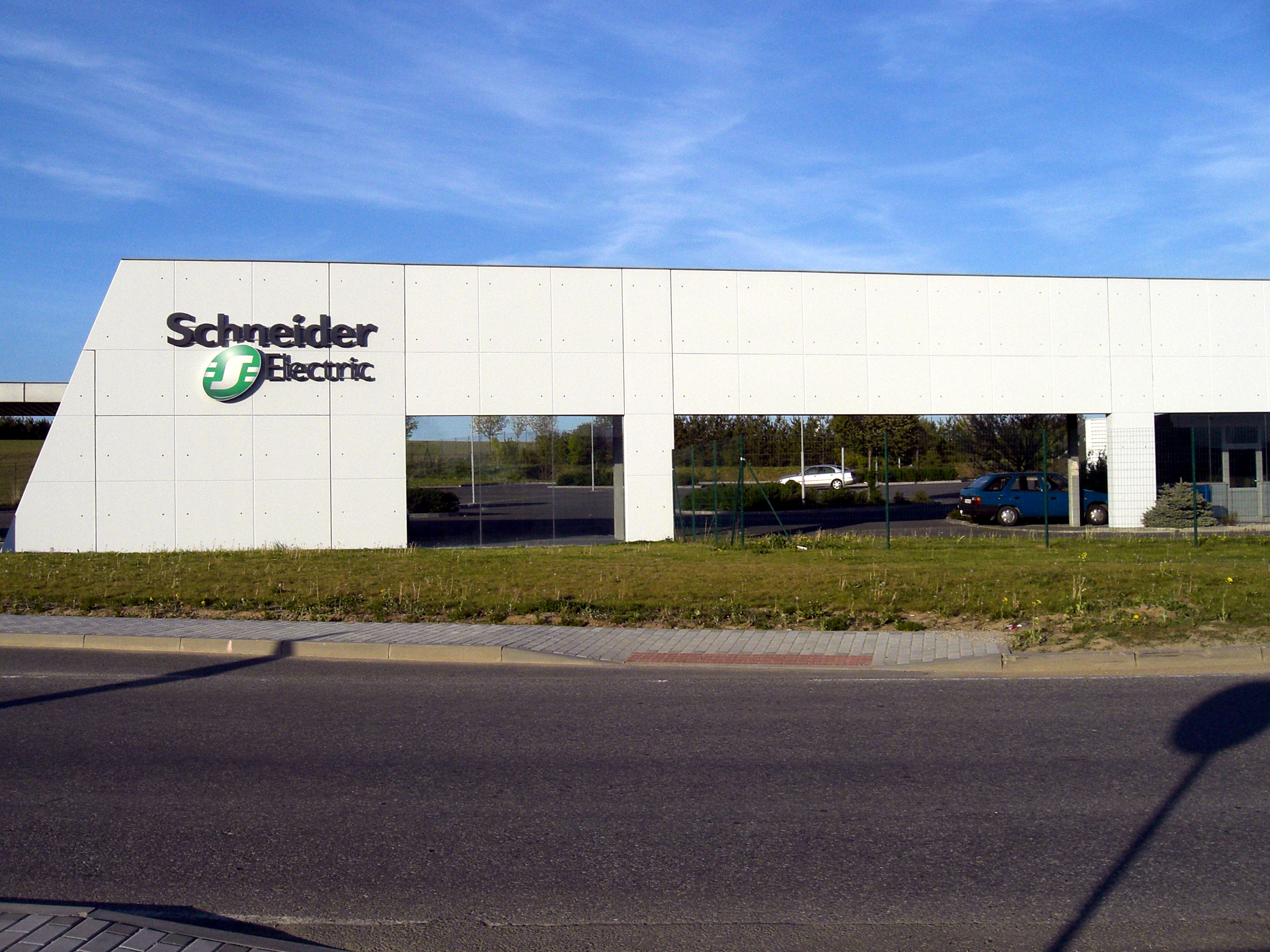
Továrna Schneider Electric v Písku, Česko

Schneider Electric je celosvětově působící francouzská společnost, působící v oblasti elektrotechnického průmyslu. Je nástupcem strojírenského a zbrojního koncernu Schneider et Cie.
V Česku společnost provozuje výrobní závod v Písku a vývojové centrum elektroniky v Napajedlech u Zlína.